# Drugs.com
Drugs.com est une encyclopédie pharmaceutique en ligne fournissant des informations concernant les médicaments, à l'intention des consommateurs et des professionnels de santé, essentiellement aux États-Unis. Elle se décrit elle-même comme « précise, juste et indépendante » réduite à être utilisée « à des fins purement pédagogiques et n'est pas destinée à fournir des conseils médicaux, un diagnostic, ni un traitement »

## Site web
Le site web Drugs.com est détenu et opéré par le Drugsite Trust, une fiducie privée administrée par deux pharmaciens Néo-Zélandais, Karen Ann et Phillip James Thornton. Opéré sur le IBM Cloud, Drugs.com fournit des informations sur 24 000 médicaments, fût visité par 50 millions d'utilisateurs par mois en 2021, et a un temps de téléchargement d'une seconde.
Le site contient une librairie d'information de référence qui inclus du contenu de Cerner, Merative, Food and Drug Administration, American Society of Health-System Pharmacists, Harvard Medical School, Mayo Clinic et Animalytics (une base de données de produits vétérinaires),.
Drugs.com est certifié par le programme de certification de confidentialité en ligne TRUSTe ainsi que le HONcode de Health On the Net. 
L'encyclopédie Drugs.com contient des informations concernant les médicaments à l'intention des consommateurs, un portail concernant les médicaments basé sur les maladies, une base de données de professionnels de santé des monographies des médicaments, une base de données de produits naturels, ainsi qu'un centre de contrôle de poison. Drugs.com n'est aucunement affilié à une société pharmaceutique quelconque.

## Histoire
Le domaine Drugs.com était originellement enregistré par Bonnie Neubeck en 1994. En 1999, à l'apogée du boom de l'e-business, Eric MacIver poursuivait une option d'acheter le domaine de Neubeck. En août 1999, Maclver vendit le domaine aux enchères pour environ 820 dollars américains à Venture Frogs, une startup dirigée par Tony Hsieh et Alfred Lin, connus pour leur implication au sein de LinkExchange, et Zappos. Venture Frogs vendit le nom de domaine Drugs.com à un investisseur privé en juin 2001, permettant à Hsieh et Lin de se concentrer sur Zappos. 
Le site web Drugs.com fut officiellement lancé en septembre 2001. En mars 2008, Drugs.com annonça le lancement de Mednotes - une application de dossier médical personnel en ligne connectée à Google Health (Le 24 juin 2011, Google annonça qu'elle sera retirée de Google Health le 1er janvier 2012). 
En mai 2010, la Food and Drug Administration annonça une collaboration avec Drugs.com afin de diffuser des mises à jour sur la santé des consommateurs sur le site web Drugs.com ainsi que sur la plate-forme mobile. 
En février 2016, ComScore déclara que Drugs.com était le sixième réseau de santé le plus populaire recevant approximativement 23 millions de visiteurs pendant le mois, tandis que Searchmetrics lista Drugs.com dans le top 100 des sites web américains pour visibilité de la recherche.
En avril 2017, The Harris Poll lista Drugs.com comme le Site Web d'Information sur la Santé de l'Année.